# Synodus variegatus
Synodus variegatus, comúnmente conocido como pez lagarto jaspeado es un pez lagarto de la familia Synodontidae que se encuentra en los océanos Pacífico occidental e Índico, a profundidades de 4 a 90 m. Puede alcanzar una longitud máxima de 40 m.

## Descripción
El pez lagarto jaspeado tiene una sección transversal redondeada, una cabeza ancha y moderadamente aplanada y una boca grande y ancha. Las mandíbulas sobresalen por igual. Ambas mandíbulas y todos los huesos de la boca están cubiertos de dientes cónicos y con púas. Las aletas pélvicas, fuertes y gruesas, sirven como soporte cuando el pez descansa en el fondo esperando una presa.
Synodus variegatus varía en color desde gris hasta rojo.[cita requerida], con marcas en forma de reloj de arena.

## Taxonomía
La especie Synodus dermatogenys fue identificada erróneamente como S. variegatus, mientras que el verdadero S. variegatus fue denominado S. englemani Schultz, 1953 por muchos autores, incluidos Gosline y Brock (1960) y Cressey (1981). Sin embargo, Waples y Randall (1989) demostraron que S. variegatus es un sinónimo anterior de S. englemani, y que S. dermatogenys es el nombre correcto para el pez lagarto que Cressey (1981) identificó como S. variegatus.

## Galería de imágenes

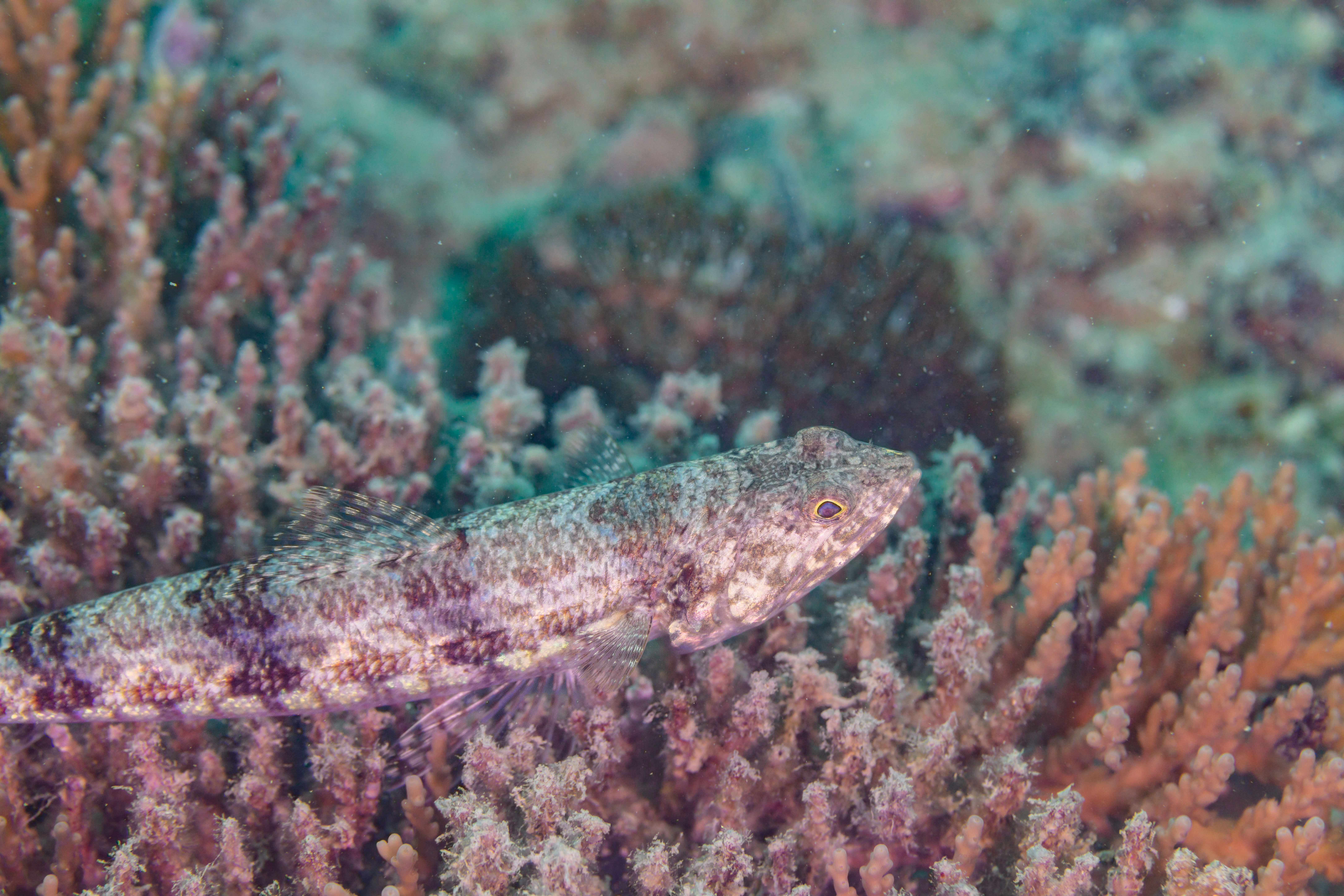
Vista lateral.
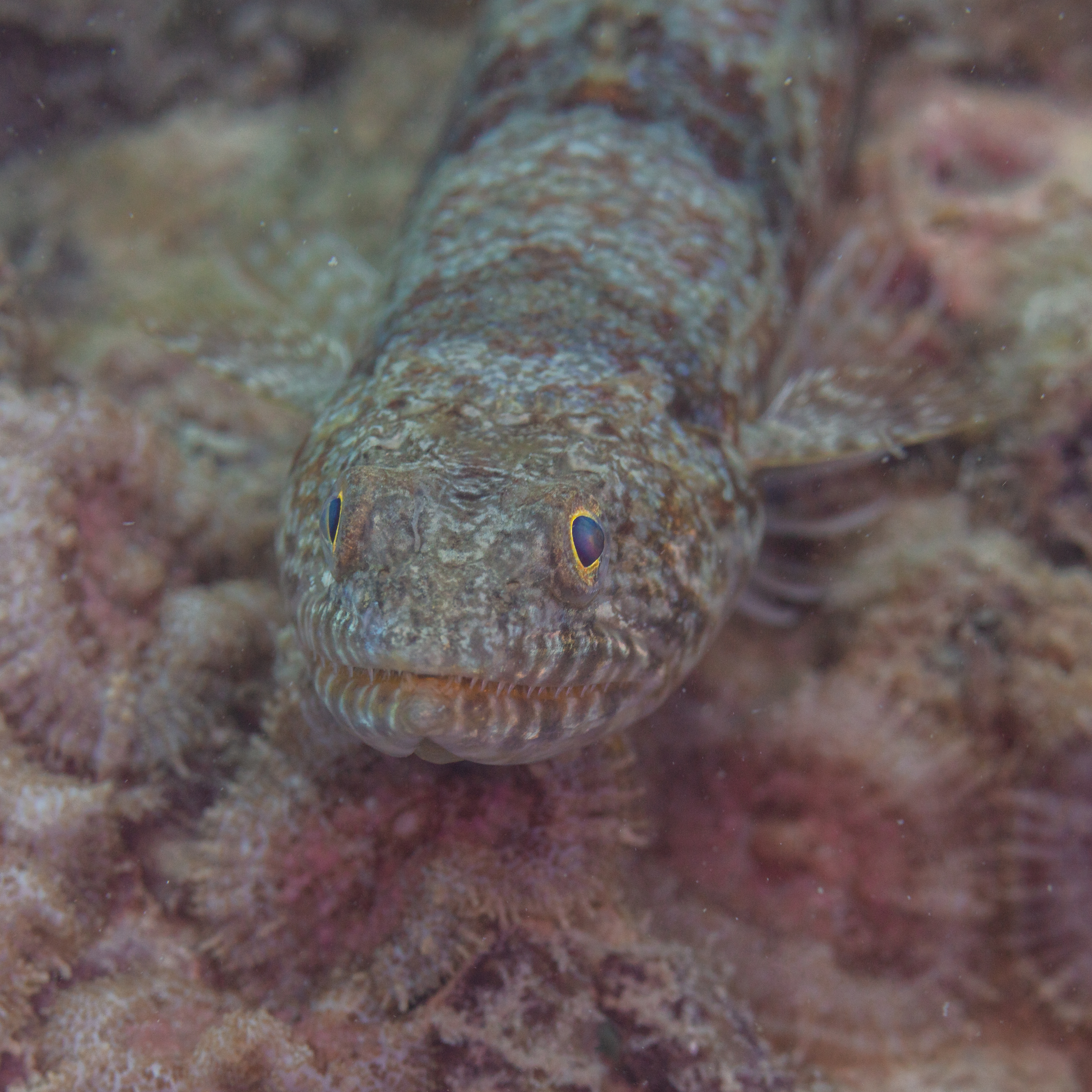
Vista frontal.
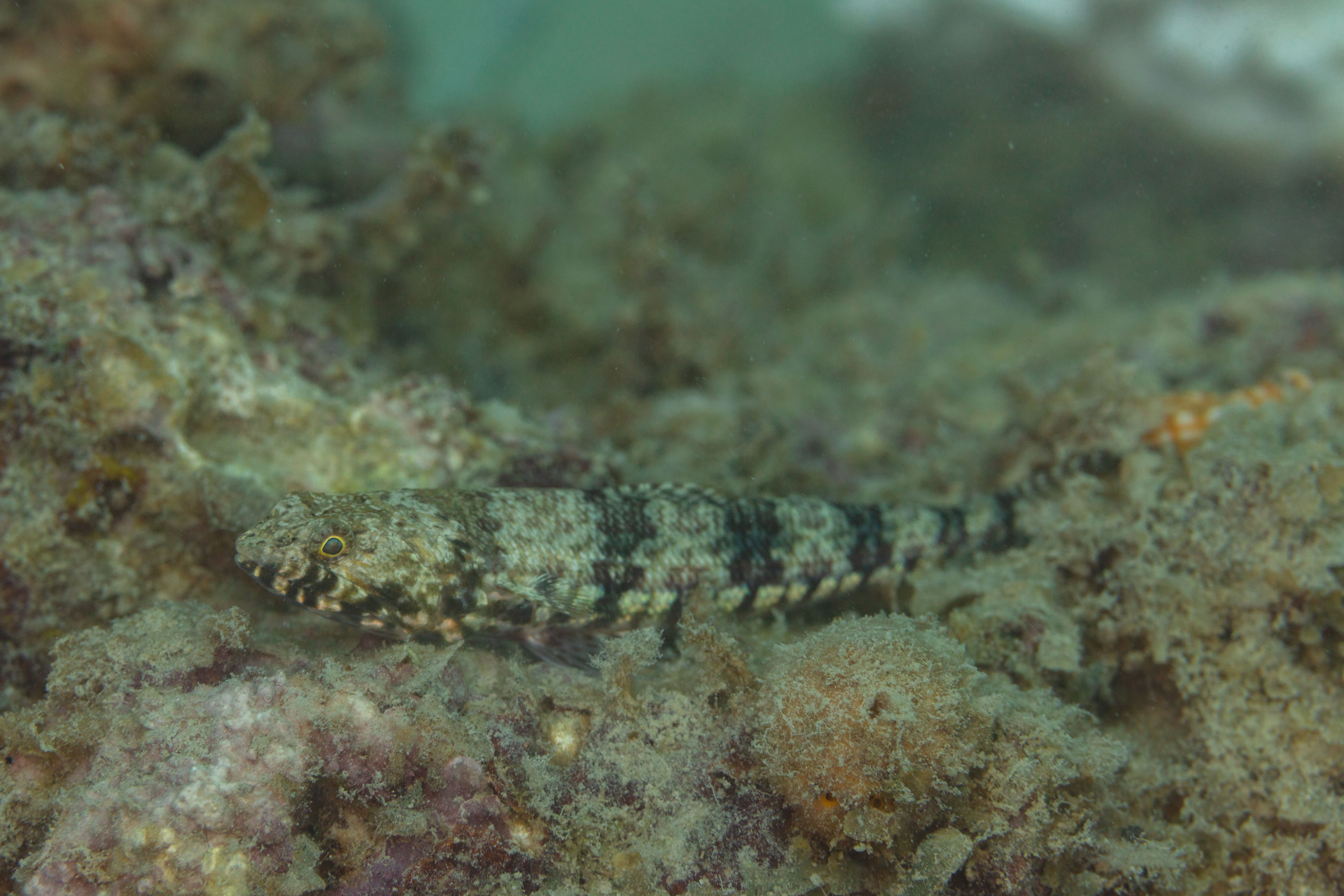
Ejemplar en Zanzíbar, Tanzania.
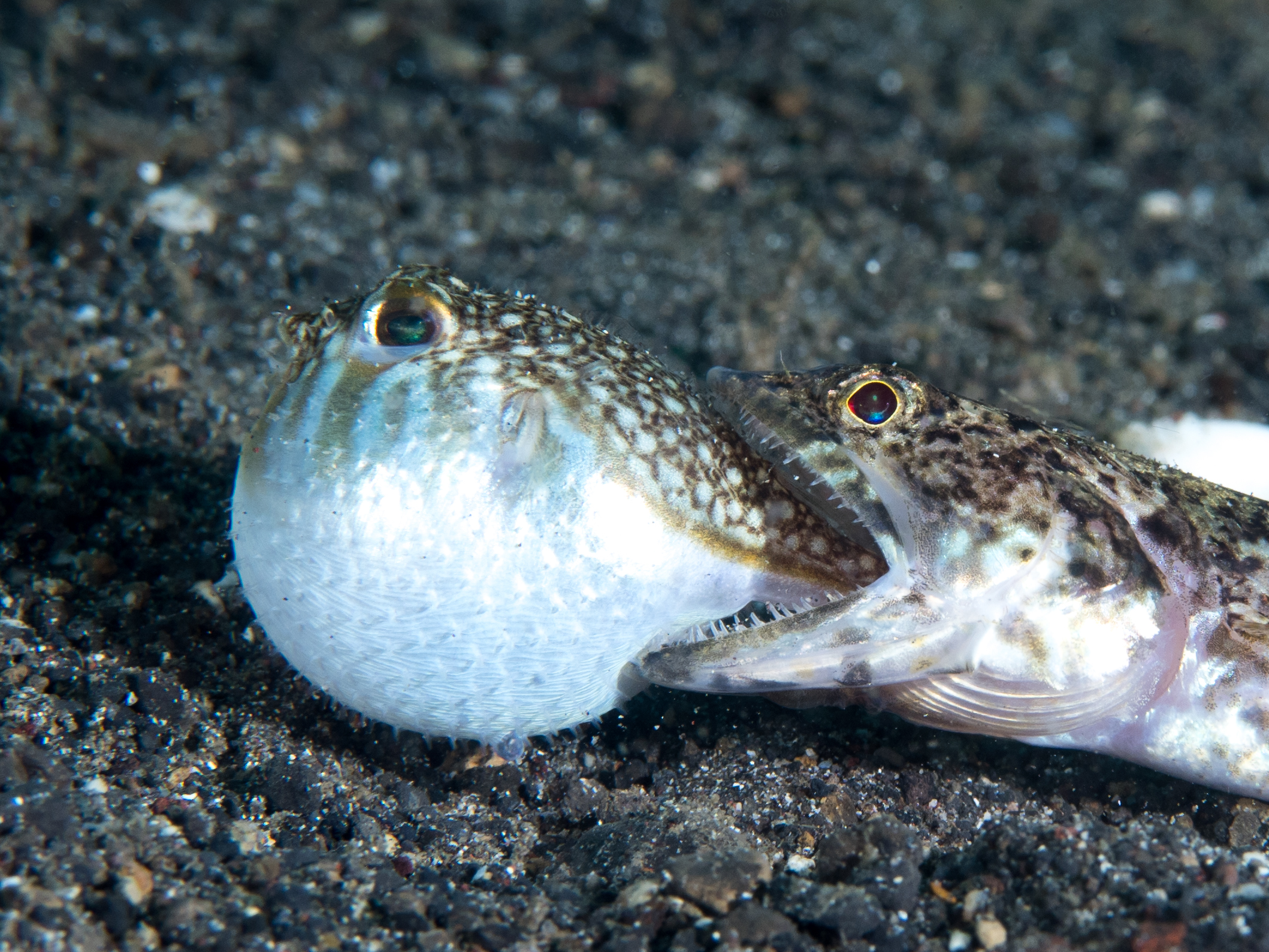
Ejemplar devorando un pez globo (Torquigener brevipinnis).

- Datos: Q2376142
- Multimedia: Synodus variegatus / Q2376142
- Especies: Synodus variegatus